# Roy Halling

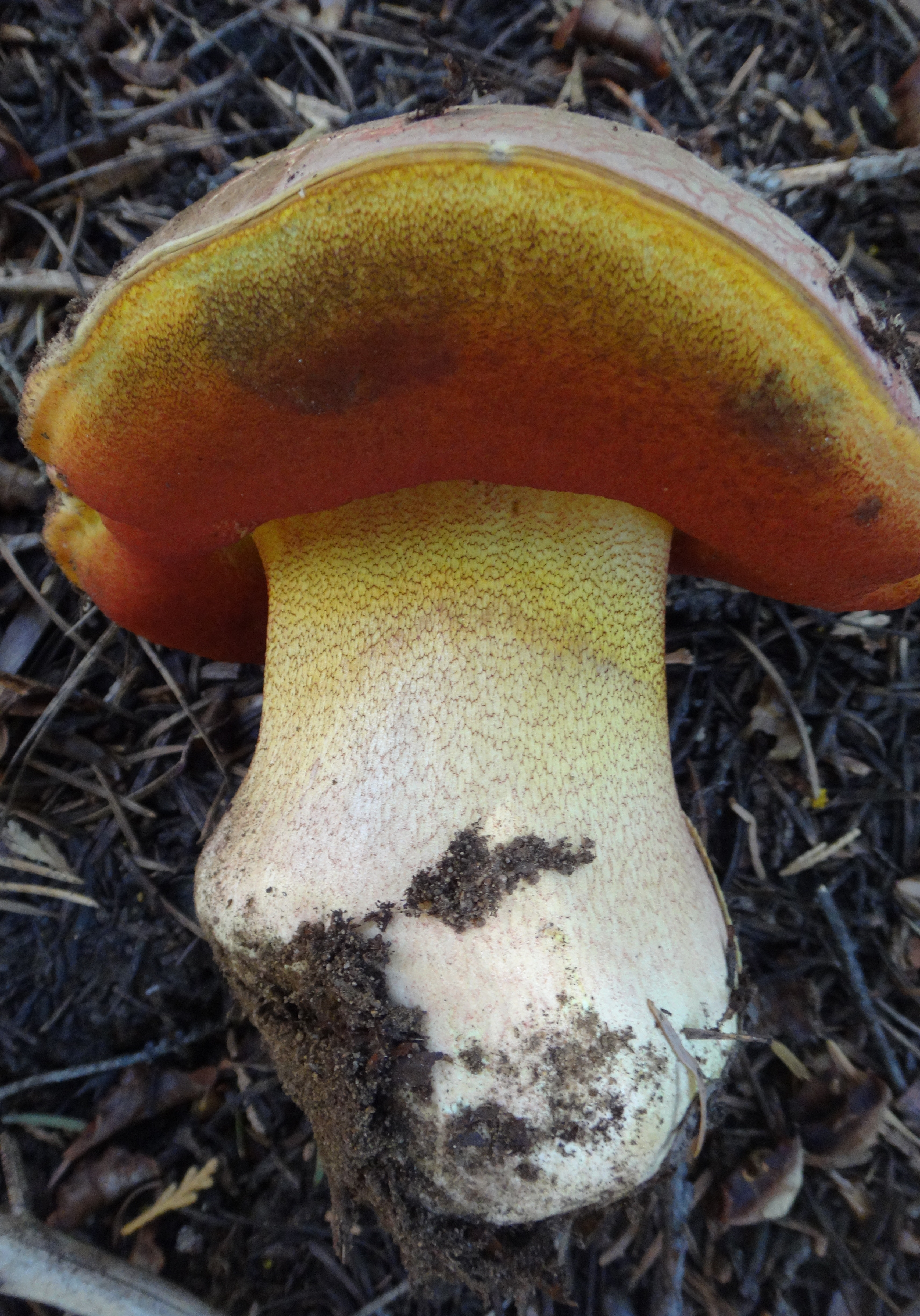
Rubroboletus haematinus beskrevs av Roy Halling 1976 som Boletus haematinus.

Roy Edward Halling, född den 31 december 1950 i Perry, Iowa är en amerikansk mykolog.
Halling tog en BA vid California State College i Turlock, Stanislaus (sedan 1986 California State University, Stanislaus) 1973, en MA vid San Francisco State University med avhandlingen The Boletaceae of the Sierra Nevada under Harry Delbert Thiers 1976 och disputerade 1980 med avhandlingen The genus Collybia in New England vid University of Massachusetts Amherst under Howard Elson Bigelow. Halling har specialiserat sig på underordningen Boletinae i Boletales och bedrivit fältarbete på alla kontinenter utom Afrika och Antarktis. Han har arbetat för den mykologiska avdelningen vid New York Botanical Garden sedan 1983 och är avdelningens föreståndare sedan 1996. Han är adjungerad professor vid Columbia University sedan 1985 och vid Fordham University sedan 2008. Halling har publicerat över 100 artiklar inom mykologi.
Han var vice ordförande för Mycological Society of America 2006-2007, dess ordförande 2008-2009 och från 1989 till 1996 var han chefredaktör för MSA:s tidskrift, Mycologia.
Roy Halling gifte sig 1983 med Harry Thiers dotter Barbara Mary Thiers (som han träffade under sin studietid i Kalifornien), expert på levermossor och chef för herbariet vid New York Botanical Garden. Paret har ett barn.
Auktorsnamnet Halling kan användas för Roy Halling i samband med ett vetenskapligt namn inom botaniken; se Wikipediaartiklar som länkar till auktorsnamnet.

## Eponym och utmärkelser
Nedanstående arter har uppkallats efter Roy Halling
- Amplistroma hallingii
- Cheilolejeunea hallingii
- Hysterangium hallingii

Halling tilldelades Distinguished Mycologist Award för 2017 av Mycological Society of America (och utsågs till hedersledamot, fellow, av detta sällskap 2006).